# دينيس دينيسينكو
دينيس دينيسينكو (بالروسية: Денисенко, Денис Владимирович)‏ (و. 1971 – م) هو عالم فلك من روسيا. ولد في موسكو.

## التعليم
تعلم في معهد موسكو للفيزياء والتكنولوجيا.

## مناصب وهيئات
أدار معهد أبحاث الفضاء التابع لأكاديمية العلوم الروسية.